# James Richard Miller
James Richard Miller "Ritch Miller". (Waco, Texas, 1926 - Santa Maria del Camí, 1991). Pintor.

## Biografia
Fill de Clyde Miller i Bessie Philena, ranxers, tengué una germana (Elizabeth) i dos germans (Riley i Ralph). El 1938 ingressà a l'escola de Fluvanna. Estudià durant dos anys a la Texas Tech University de Lubbock (Texas). El 1943 es lliurà com a voluntari a la Marina, participà en la II Guerra Mundial i ascendí fins al grau de tinent. Acabades les obligacions militars (1946), estudià a la Universitat de Colúmbia i a la New York School of Drama.
A poc a poc substituí el teatre per l'exercici de la pintura. El 1961, després de diversos temptejos, participà en algunes exposicions de caràcter col·lectiu. El 1961 va fer la primera exposició individual a Chicago i decidí deixar els EUA. Passà per Cadis i, tot seguit, s'establí al Terreno (Palma). Un temps després comprà Can Fonoll, a Santa Maria del Camí, on trobà l'aïllament i la tranquil·litat que desitjava i hi establí la seva residència definitiva.
El 1962 va fer la primera exposició mallorquina al Cercle de Belles Arts, rebuda amb divisió d'opinions. Alguns socis de l'entitat i alguns periodistes demanaren al Governador Civil que el pintor fos expulsat del país. Gafim, en canvi, el defensa. En els anys 60 es presentà a diversos concursos de pintura i obtingué guardons com la medalla de la Diputació Provincial de les Balears (1964) i la medalla d'honor el Saló de Tardor del Cercle de Belles Arts (1965). Al final dels 60 abandonà les exposicions competitives per dedicar-se de ple a l'exercici de la pintura. Ho va fer en un ambient de soledat i aïllament que es combinà amb episodis d'angoixa i depressió.
Exposà a Palma, Madrid, Saragossa, Barcelona, Valladolid, Xile, Milà, Londres, Nova Yotk, Tennessee, Chicago, Atlanta, Pollença, Manacor, etc. Participà en nombroses exposicions col·lectives i en 22 exposicions individuals. Adquirí un alt nivell de consideració i va ser requerit a participar en exposicions inaugurals, com és ara les de la Galeria Ariel (1968), Sala Pelaires (1969), Torre de ses Puntes (1986) i Centre Cultural Contemporani Pelaires (1990). Realitzà l'escenografia i els vestuaris de les obres de Gabriel Janer Manila "La princesa embruixada" (1982) i "El corsari de l'illa dels conills" (1983). Il·lustrà el recull de relats "Galeria d'ombres" de Guillem Frontera (1983). Tengué problemes de salut de caràcter circulatori des del 1977. Als 65 anys morí a Can Fonoll.

## L'obra
Treballà la tela i el paper amb pulcritud. El dibuix és acurat i de gran força expressiva, que es combina amb sensacions inquietants i enigmàtiques. Representà personatges singulars, amb deformacions, angoixes, dolor i torbació. Són éssers turmentats, espoliats i vençuts per l'abús, l'opressió, l'autoritarisme, la misèria del món i la maldat. Es presenten sols, aïllats i tancats en escenaris despullats i opressius, dominats per la desolació i l'abandonament. Li interessen les persones històricament més maltractades i alhora més vulnerables, com ara jueus, indis, ancians, infants desemparats, folls, dones objecte, miraclers, presoners de guerra, víctimes de violacions, ancians prematurs. De vegades es presenten immòbils, sobre una peanya, escala o cadira, amb funcions de trono o de gàbia. Sovint les figures van acompanyades d'objectes estranys, efímers, impenetrables o monstruosos, com ara niguls, pedres, màquines ocell, etc. A través dels seus personatges el pintor desplega un discurs sobre la fragilitat de la vida humana i la indefensió davant la violència aliena i la crueltat de la societat.
Els paisatges que fa són plens de deixalles, tempestes de pluja i calabruixades, petjades de destrucció derivades de l'especulació i la inconsciència humana. Les obres són portadores de suggeriments irònics, satírics i apassionadament crítics amb els poderosos, encarnats per papes, patriarques, generals i similars, que es manifesten carregats de vanitat, presumpció i insignificança. L'obra, extensa i diversa, parla d'influències o evocacions dels treballs de Goya i Bacon, i de les metàfores de Pasolini. També s'hi veuen influències expressionistes i neofiguratives.
Les obres sobre paper són pastels, tintes, olis, carbons i sanguines. Les teles, tractades sobretot amb tintes acríliques, són fruit d'un treball meticulós, imaginatiu i precís, fet amb atenció i un alt nivell de concentració.

## Etapes
La seva obra es pot considerar dividida en quatre etapes bàsiques. Entre 1962 i 1970, els seus treballs es presenten distribuïts en plànols que se situen en diferents nivells i a distinta profunditat. La figura humana, referida a personatges històrics, es manifesta a través de imatges fragmentades, esbossades, inacabades o deixades amb escassa definició. En els anys de la segona etapa (1970-81), l'atenció del pintor es focalitza en els seus personatges singulars, surrealistes i absurds, que construeix amb parsimònia monacal. A partir del 1981, ja en la tercera etapa, el paisatge substitueix l'interès pels personatges de l'etapa anterior. Les obres d'aquests anys destil·len un lirisme singular i colpidor. Representa la natura assotada pel vent i les tempestes; malmenada per la brossa i destruïda per l'acció insensata de l'home. A partir del 1986, ja en la quarta etapa, combina paisatge i personatges propis en una cursa que s'estén fins a la fi dels seus dies el 1991.

## Reconeixements
Amb motiu del seu traspàs, la Conselleria de Cultura, Educació i Esports del Govern Balear i el CCC Pelaires, organitzen dues exposicions simultànies, una de teles a Sa Llonja i l'altra de papers al CCC Pelaires, el desembre de 1991. S'editaren dos catàlegs amb textos i il·lustracions a tot color. El 2001, amb motiu del 10è aniversari del seu traspàs, Caixa de Balears Sa Nostra i l'Ajuntament de Santa Maria muntaren l'exposició “Recordant Ritch Miller” al centre de Cas Metge Rei. El 2005 una obra del pintor va fer part de l'exposició “100 años de historia. Una mirada en el tiempo”, que el Govern de les Illes Balears presentà a Buenos Aires i Montevideo.
El 2007 la Conselleria d'Educació, Cultura i Esports del Govern de les Illes Balears publicà un llibre de 296 pàgines, dedicat a l'anàlisi biogràfica del pintor i a l'estudi de la seva obra, amb fotografies, il·lustracions i textos de Gudi Moragues, Antoni Planas i Gabriel Janer Manila.